# Clinteria sakaii
Clinteria sakaii är en skalbaggsart som beskrevs av Franz Antoine 2000. Clinteria sakaii ingår i släktet Clinteria och familjen Cetoniidae. Inga underarter finns listade i Catalogue of Life.